# Gerichtsamt Frauenstein
Das Gerichtsamt Frauenstein war zwischen 1856 und 1874 die unterste Verwaltungseinheit und von 1856 bis 1879 nach der Abschaffung der Patrimonialgesetzgebung im Königreich Sachsen Eingangsgericht. Es hatte seinen Amtssitz in der Stadt Frauenstein.

## Geschichte
Nach dem Tod des sächsischen Königs Friedrich August II. wurde unter der Regierung von dessen Nachfolger König Johann nach dem Vorbild anderer Staaten des Deutschen Bundes die Abschaffung der Patrimonialgesetzgebung verordnet. An die Stelle der bisher im Königreich Sachsen in Stadt und Land vorhandenen Gerichte der untersten Instanz traten die zentral gelegenen Bezirksgerichte und Gerichtsämter in nahezu allen größeren Städten. Die Details der Verwaltungsreform regelten das sächsische Gerichtsverfassungsgesetz vom 11. August 1855 und die Verordnung über die Bildung der Gerichtsbezirke vom 2. September 1856.
Stichtag für das Inkrafttreten der neuen Behördenstruktur im Königreich Sachsen war der 1. Oktober 1856. Das neu gebildete Gerichtsamt Frauenstein unterstand dem Bezirksgericht Freiberg. Sein Gerichtsbezirk umfasste Frauenstein, Ammelsdorf, Burkersdorf, Dittersbach, Friedersdorf, Hartmannsdorf, Hennersdorf, Hermsdorf bei Frauenstein, Holzhau, Kleinbobritzsch, Kleinpretzschendorf, Mulda, Nassau, Niederpretzschendorf, Oberpretzschendorf, Rechenberg, Reichenau mit Zechenhäusern, Röthenbach, Schönfeld bei Hennersdorf, Seyde bei Frauenstein sowie die Frauensteiner, Muldaer, Nassauer und Rechenberger Forstreviere.
Nach der Neustrukturierung der Gerichtsorganisation gemäß dem Gesetz über die Organisation der Behörden für die innere Verwaltung vom 21. April 1873 gingen die Verwaltungsbefugnisse der Gerichtsämter 1874 auf die umgestalteten bzw. neu gebildeten Amtshauptmannschaften über.
Seitdem das bisherige königliche Gericht als königliches Gerichtsamt bezeichnet wurde, führte sein Vorstand den Titel Gerichtshauptmann.
Die Verwaltungsaufgaben des Gerichtsamtes Frauenstein wurden im Zuge der Neustrukturierung der sächsischen Gerichtsorganisation gemäß dem Gesetz über die Organisation der Behörden für die innere Verwaltung vom 21. April 1873 in die im Jahre 1874 neugeschaffene Amtshauptmannschaft Freiberg mit Sitz in der Stadt Freiberg integriert.
1874 wurde die Gemeinde Mulda an das Gerichtsamt Brand eingegliedert, gleichzeitig kam die Gemeinde Oberpöbel vom Gerichtsamt Altenberg zum Gerichtsbezirk Frauenstein.
Das Gerichtsamt Frauenstein wurde 1879 auf Grund des Gesetzes über die Bestimmungen zur Ausführung des Gerichtsverfassungsgesetzes im Deutschen Reich vom 27. Januar 1877 und des Gesetzes über die Zuständigkeit der Gerichte in Sachen der nichtstreitigen Gerichtsbarkeit vom 1. März 1879 durch das neugegründete Amtsgericht Frauenstein abgelöst.

## Gerichtsgebäude

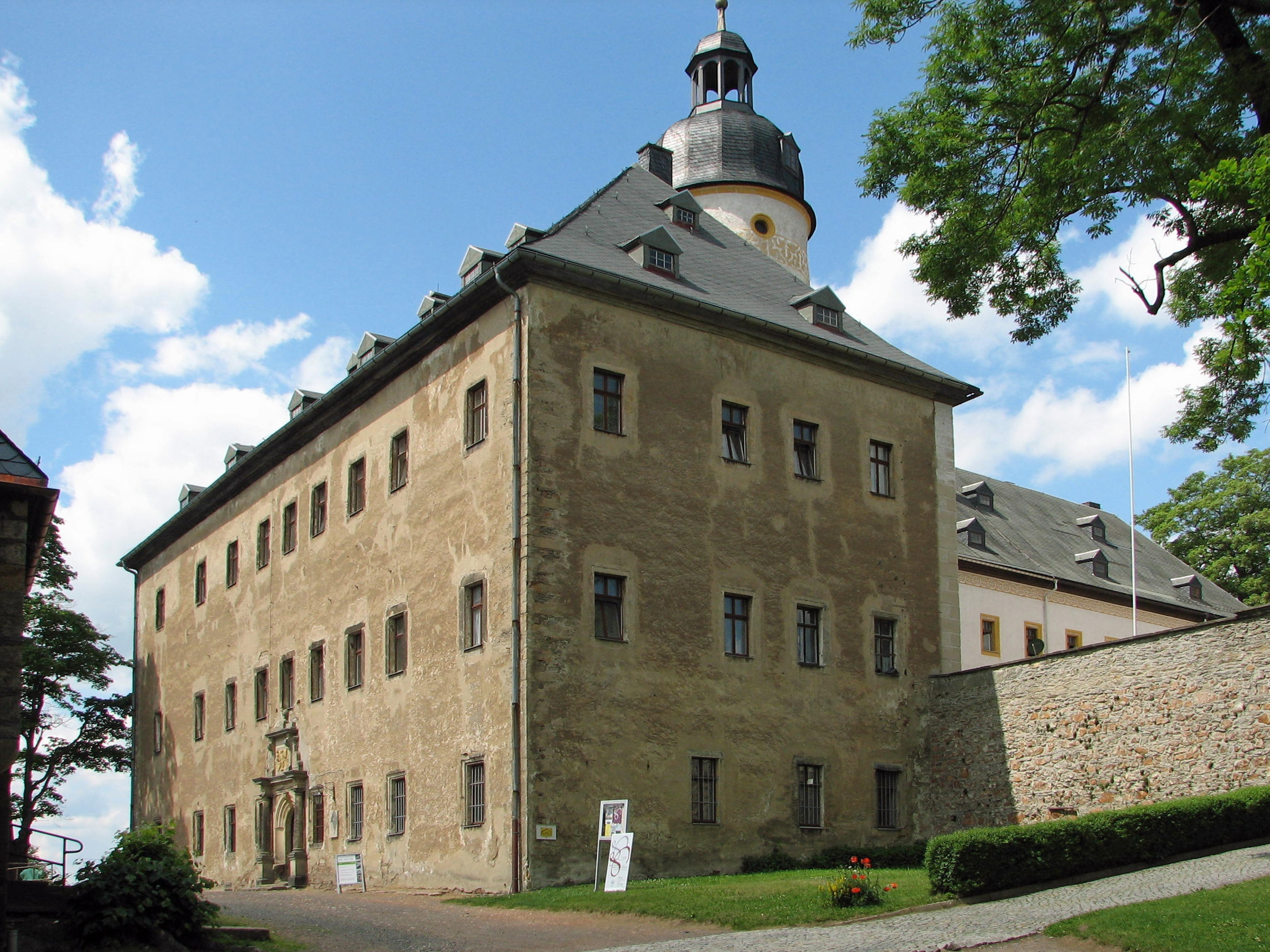
Gerichtsgebäude

Das Gerichtsamt nutzte das Schloss Frauenstein als Gerichtsgebäude. Es steht unter Denkmalschutz.

## Richter
Leiter des Gerichtsamtes waren: 
- Ernst Gustav Friedrich Lommatzsch (1856–1876)
- Hermann Gustav Adolf Küchler (1877–1879)